# Serica unicolor
Serica unicolor är en skalbaggsart som beskrevs av Anton Franz Nonfried 1894. Serica unicolor ingår i släktet Serica och familjen Melolonthidae. Inga underarter finns listade i Catalogue of Life.